# 1994 في التلفزيون البريطاني
هذه قائمة بالأحداث المتعلقة التي حدثت بالتلفزيون البريطاني منذ عام 1994.

## الأحداث

### يناير
- 1 كانون الثاني (يناير) - تبث قناة BBC2 أول برنامج Hootenanny ، وهو عرض موسيقي سنوي في ليلة رأس السنة تستضيفه شركة Jools Holland . يتضمن العرض عروضاً من Sting وGipsy Kings و Sly و Robbie.[1]
- 2 كانون الثاني (يناير) - بدأت قناة BBC2 إعادة تشغيل المسلسل التلفزيوني الأمريكي The Fugitive في الستينيات.[2]
- 3 يناير - قناة آي تي في تعرض العرض الأول لشبكة التلفاز ليسانس تو كيل ، بطولة تيموثي دالتون في دور جيمس بوند.[3]
- 4 يناير -
  - تنقل Sky One إلى E Street إلى الساعة 6.30 مساءً في أيام الأسبوع مع تكرار بعد الظهر في اليوم التالي في الساعة 12:30 مساءً، بينما ينتقل Paradise Beach إلى الساعة 6.00 مساءً و 12.00 مساءً، وبالتالي إنشاء "Aussie Soap Hour" على القناة.
  - العرض الأول للدراما الكوميدية العسكرية All Quiet on the Preston Front على قناة BBC1.[4]
- 5 يناير - The Empath ، حلقة من مسلسل الخيال العلمي التلفزيوني الأمريكي Star Trek تم عرضها على BBC 2 لأول مرة في المملكة المتحدة بعد أن لم يتم عرضها على التلفزيون البريطاني منذ تشغيل المسلسل الأصلي على BBC1.[5] [6]
- 7 يناير -
  - ذكرت صحيفة التايمز أن محادثات الاندماج بين تلفزيون يوركشاير و Tyne Tees قد انهارت لأنه ثبت أنه من المستحيل التوصل إلى اتفاق بشأن هيكل مناسب للشركة الجديدة. أيضًا، انسحبت Anglia من التحالف المقترح مع London Weekend Television ، مما يجعل LWT يتولى YTV أمرًا مستحيلًا.[7]
  - ZZZap! عاد بمسلسل جديد تمامًا على ITV بشخصية جديدة تسمى Daisy Dares ، لعبت دورها من قبل Deborah McCallum وتولت دور Tricky Dicky وتم تحديث مقاطع Smart Arty معه باستخدام قلم سحري لرسم صور تنبض بالحياة.
- 8 يناير - بدأت قناة BBC1 بث مسلسل الخيال العلمي الأمريكي The New Adventures of Superman ، بطولة دين كاين وتيري هاتشر.[8]
- 10 يناير - بدأ المسلسل التلفزيوني باللغة الويلزية Pobol y Cwm ظهوره لأول مرة في بقية أنحاء المملكة المتحدة عندما بدأت قناة BBC2 في بث حلقاتها يوميًا من الاثنين إلى الخميس.[9] تم عرض المسلسل مع ترجمة باللغة الإنجليزية، وبث على BBC2 لمدة ثلاثة أشهر، [10] وعلى أساس تجريبي.[11]
- 13 كانون الثاني (يناير) - تولى ديفيد ديمبلبي المسؤولية عن برنامج «وقت الأسئلة».[12]
- 14 يناير - حلقة من المسلسل التلفزيوني Brookside يعرض قبلة مثلية بين اثنين من شخصياته.[13] [14]
- 16 كانون الثاني (يناير) - بث الإصدار الأول من سلسلة علم الآثار Time Team على القناة الرابعة.
- 19 يناير - Whom Gods Destroy ، تم عرض حلقة من مسلسل الخيال العلمي الأمريكي Star Trek على قناة BBC 2 لأول مرة في المملكة المتحدة بعد أن لم تُشاهد على التلفزيون البريطاني منذ العرض الأصلي للمسلسل على BBC1.[15]
- 20 كانون الثاني (يناير) - تبث بي بي سي 1 نسخة من «وقت السؤال» من برمنغهام، والتي تتضمن مواجهة بين جيفري آرتشر وديفيد ستاركي حول سن الموافقة الجنسية المثلية.
- يناير - TCI تستحوذ على 60.4٪ من أسهم Flextech.[16] وهذا يعطي الشركة حصة 25٪ في الذهب البريطاني.[17]

### فبراير
- 4 فبراير - بعد مراجعة حظر البث التي أجراها وزير التراث بيتر بروك، قررت الحكومة الرئيسية الحفاظ على الوضع الراهن.[18]
- 7 فبراير - قام تلفزيون غرناطة بزيادة عرض الاستحواذ على تلفزيون London Weekend إلى 774 جنيهًا إسترلينيًا مليون. ومع ذلك، فإن مجلس إدارة LWT يرفض العرض مرة أخرى.[19]
- 12-27 فبراير - بي بي سي تقدم تغطية حية ومسجلة لدورة الألعاب الأولمبية الشتوية لعام 1994 . يتم عرض غالبية التغطية على BBC Two .
- 19 فبراير - ذكرت صحيفة الإندبندنت أن تلفزيون أنجليا قد تم شراؤه من قبل MAI (مالكو محطة Meridian Broadcasting).[20] اندمجت MAI لاحقًا مع United Newspapers لتشكيل United News and Media .
- 25 فبراير - تقبل LWT عرض استحواذ بقيمة 770 مليون جنيه إسترليني من غرناطة، مما أدى إلى رحيل جريج دايك والسير كريستوفر بلاند من LWT.[21]
- فبراير - قرر مركز التجارة الدولية إعادة الإعلان عن رخصة بث القناة الخامسة، ولكن يجب عليه أولاً الحصول على تأكيد بأن الترددات التي خططت لتخصيصها للقناة لا تزال متاحة.[22]

### مارس
- 4 مارس - تعرض قناة BBC2 العرض الأول لشبكة تلفزيون Laurel Avenue ، المسلسل الأمريكي الشهير الذي يحكي قصة عطلة نهاية أسبوع حافلة بالأحداث في حياة عائلة أمريكية من أصل أفريقي تعيش في سانت بول بولاية مينيسوتا.[23] تم بث الجزء الثاني في 6 مارس.[24]
- 17 مارس - روبي ويليامز ومارك أوين من Take That يقدمان إصدارًا من Top of the Pops ، ليصبحا أول ضيف من قائمة المشاهير الذين سيقدمون العرض بين عامي 1994 و 1996 تحت راية الميكروفون الذهبي.
- 18 مارس - يعود Play Your Cards مباشرة إلى ITV بعد انقطاع دام سبع سنوات، مرة أخرى مع Bruce Forsyth كمضيف.[25]
- 25 مارس - ظهرت لين بيري أخيرًا في دور معركة شارع التتويج آيفي تيلسلي. تتكهن الصحافة في وقت لاحق بأن قرار بيري بإجراء جراحة تجميلية دون استشارة رؤسائها كان سبب مغادرتها، على الرغم من أن بيري نفت ذلك، وأصرت على أنها شعرت أن شخصيتها قد أخذت مجراها. تحدث وفاة Ivy خارج الشاشة في العام التالي.

### أبريل
- 2 أبريل - افتتح كريس إيفانز إصدار عيد الفصح يوم السبت من لا تنسى فرشاة أسنانك بالكلمات «إنه ذلك الوقت من العام مرة أخرى عندما تذكرنا أن يسوع قد صلب - وهو ذلك الوقت من الأسبوع الذي نتذكر فيه أن توتنهام ربما كان جدا». التعليقات تجذب شكوى إلى لجنة معايير البث والتي أيدتها لاحقًا هيئة الرقابة.[26]
- 7 أبريل - بي بي سي اسكتلندا يصنع التاريخ من قبل التلفزة محاكمة جنائية كجزء من حبلا نقطة الاتصال بها.
- 9 أبريل - ITV يعرض الفيلم المقتبس من ثلاثة أجزاء لرواية ريجنالد هيل A Pinch of Snuff ، بطولة غاريث هيل ونورمان بيس في أدوار المحققين Dalziel و Pascoe . يتم عرض المسلسل على مدار ثلاثة أيام سبت متتالية، ولكن يُقال إن هيل غير راضٍ عن البرنامج ويمنع قناة ITV من صنع أي مسلسل آخر. في عام 1996، اقتربت BBC Worldwide من Hill لعمل سلسلة <i id="mwyw">Dalziel و Pascoe</i> الخاصة بها مع Warren Clarke و Colin Buchanan في الأدوار الأقل، وهو أمر يوافق عليه هيل.[27] [28]
- 11 أبريل - تقدم قناة BBC1 حلقة أسبوعية ثالثة من برنامج EastEnders يتم بثها يوم الاثنين الساعة 8:00 مساءً.[29]
- 12 أبريل - بدأت باولا تيلبروك ظهورها الأول في Emmerdale كشخصية بيتي إيجلتون طويلة الأمد.
- 16 أبريل - احتفلت BBC2 بعيد ميلادها الثلاثين (قبل أربعة أيام) مع أمسية من البرامج المختارة والمقدمة من قبل المتحكم السابق David Attenborough . من بينها حلقات إليزابيث آر وذا باري همفريز شو ، فيلم وثائقي عام 1967 عن السياسة في الهند وحلقة جديدة من Call My Bluff.[30]
- 18 أبريل - ظهور Blockbusters لأول مرة على Sky One لأول مرة.
- 20 أبريل - بدأت المسرحية الكوميدية الأمريكية Frasier عرضها لأول مرة على التلفزيون الأرضي في المملكة المتحدة مع بث المسلسل على القناة الرابعة.
- 30 أبريل - فوز إيرلندي بول هارينجتون وتشارلي ماكجيتيجان في مسابقة يوروفيجن للأغاني لعام 1994 مع «أطفال الروك أند رول».

### مايو
- 2 مايو - قامت قناة BBC2 ببث فيلم Cry Freedom وهو فيلم ريتشارد أتينبورو عن الصحفي الجنوب أفريقي دونالد وودز.[31]
- 3 مايو - تبدأ القناة 4 ببث Brookside كل ثلاثاء بدلاً من الاثنين مما يعني أن المسلسل يُشاهد الآن أيام الثلاثاء والأربعاء والجمعة.
- 5 مايو - يتم بث الحلقة 100 من عائلة سمبسون على Sky1.
- 10 مايو - إطلاق BBC Worldwide .
- 12 مايو -
  - ترفض المفوضية الأوروبية لحقوق الإنسان الطعن القانوني الذي تقدم به الاتحاد الوطني للصحفيين الذي يسعى إلى مقاضاة الحكومة البريطانية لخرقها حرية التعبير بموجب الاتفاقية الأوروبية لحقوق الإنسان بشأن حظر البث.[32] [33]
  - وفاة زعيم حزب العمال وزعيم المعارضة جون سميث الذي أصيب بنوبة قلبية قاتلة. تم تمديد إصدار ذلك المساء من BBC Nine O'Clock News لمدة ساعة، مما يعني تأجيل البرنامج التالي بسبب الهواء في الساعة 9:30 والصدفة بعنوان Cardiac Arrest . غادر المشاركون في الحلقة المسائية من «وقت السؤال» ، بمن فيهم جورج روبرتسون ومينزيس كامبل، النقاش السياسي المعتاد للإشادة بسميث.
- 23 مايو - انتهى حب الشباب BBC2 DEF II بعد ست سنوات.[34]
- 25 مايو - أول بث لبرنامج الألعاب التلفزيونية Wipeout الذي أنشأه بوب فريزر.[35]
- 30 مايو - إصدار أغنية Comic Relief المنفردة " Absolutely Fabulous " من قبل Pet Shop Boys ، والتي سميت على اسم المسرحية الهزلية التلفزيونية الشهيرة التي تحمل الاسم نفسه. تصل الأغنية إلى المركز السادس على مخطط الفردي في المملكة المتحدة.[36]

### يونيو
- 3 يونيو - بث حلقة من برنامج Have I Got News for You حيث كان عضو اللجنة إيان هيسلوب يعاني من التهاب الزائدة الدودية أثناء التصوير. بعد أن أمضى معظم ذلك اليوم في المستشفى في انتظار العلاج، خرج من المستشفى مؤقتًا لتسجيل الحلقة، قبل العودة للخضوع لعملية جراحية.
- 5-10 يونيو - تقدم سو لاولي News '44 ، وهي سلسلة من البرامج على غرار نشرة الأخبار للاحتفال بالذكرى الخمسين لإنزال النورماندي D-Day.
- 6 يونيو - نظرا إلى ارتباط الفضائية فشلت، BBC1 غير قادرة على بث حفل ذكرى بمناسبة الذكرى 50 ل يوم النصر. بدلاً من ذلك، تم إجبارها على إظهار أبرز الأحداث المسجلة في إحياء ذكرى D-Day وفيلم وثائقي متكرر عن Wildlife on One عن حيوانات الراكون. تم تسجيل الحفل، الذي يضم السيدة فيرا لين ونجوم آخرين، من QE2 قبالة ميناء نورماندي في شيربورج، وعرضه بعد ثلاثة أيام.[37]
- 6 يونيو - وفاة الممثل الإسكتلندي مارك ماكمانوس، الذي اشتهر بتصويره للمخبر غلاسكو جيم تاغارت. استمرت سلسلة تاغارت بعد وفاته.
- 12 يونيو - ذكرت صحيفة إندبندنت أون صنداي أن شركة Cable &amp; Wireless في المراحل النهائية من إنشاء خدمة تلفزيونية في إقليم سانت هيلانة البريطاني النائي فيما وراء البحار، وهي دولة لم يكن لديها إمكانية الوصول إلى التلفزيون من قبل. لهذا السبب، فإن إدخال التلفزيون إلى الجزيرة سيكون موضوع دراسة من قبل عالم النفس البريطاني الدكتور توني تشارلتون من شلتنهام وكلية غلوستر للتعليم العالي لتحديد آثاره على ثقافة الجزيرة وأسلوب الحياة.[38]
- 17 يونيو - 17 يوليو - تقام نهائيات كأس العالم لكرة القدم 1994 لكن بي بي سي و ITV يعرضان فقط العديد من مباريات دور المجموعات بشكل مميز مع اضطرار المشاهدين إلى ضبط القناة الفضائية يوروسبورت لمشاهدة تغطية حية لتلك المباريات.
- 19 يونيو - هذه هي الحياة! برنامج مجلة BBC الذي تقدمه Esther Rantzen منذ فترة طويلة، يتم بثه للمرة الأخيرة بعد واحد وعشرين عامًا على الهواء.[39]
- 20 يونيو - إطلاق خدمة BBC التلفزيونية العربية بتمويل من مجموعة الموارد السعودية.
- 21 يونيو - بدأت قناة BBC1 موسمها اليومي المخبر، وهو موسم قصير من حلقات المسلسل البوليسي الأمريكي في الثمانينيات. البرنامج الأول عبارة عن حلقة من Remington Steele مع Pierce Brosnan وStephanie Zimbalist.[40] يتضمن الموسم حلقات من Cagney &amp; Lacey (يتم بثها أيام الاثنين)، [41] Remington Steele كل ثلاثاء، [42] Quincy في أيام الأربعاء، [43] ملائكة تشارلي أيام الخميس، [44] والعمل الإضافي يوم الجمعة.[45] ينتهي الموسم مع ضوء القمر في 30 سبتمبر.[46]

### يوليو
- 1 يوليو - إطلاق خدمة الأخبار والمعلومات اليابانية في بي بي سي.
- 3 يوليو - فاز جيري جولدوير بسلسلة 1994 MasterChef .
- 6 يوليو - تنتقل القناة الرابعة إلى مقرها الجديد في 124 طريق هورسفيري، لندن.[47] [48]
- 9 يوليو - جيري وسيلفيا اندرسون الصورة المعروفة الخيال العلمي دمية دمية الإلكترونية المعروفة باسم (Supermarionation) سلسلة العنكبوت يتلقى العرض الأول لها في الولايات المتحدة للمرة الأولى. يتم بث المسلسل على قناة Fox Kids صباح كل يوم سبت، ولكن تمت إعادة تسمية الأصوات والموسيقى وتم اختصار المهلة الزمنية للحلقات إلى 30 دقيقة بدلاً من 60 دقيقة.
- 11 يوليو - بعد وفاة دينيس بوتر في يونيو، بدأ BBC1 في إعادة عرض مسرحيته التلفزيونية The Singing Detective.[49]
- 12 يوليو - بالتزامن مع الحلقة رقم 2000 من الجيران ، تعرض قناة BBC1 إعادة النظر في شارع Ramsay Street ، وهو شامل للحلقات الخمس الأولى من المسلسل من عام 1985.[50]
- 14 يوليو -
  - أعلن ستيفن دوريل، وزير الدولة للتراث، أن القناة 35، أحد الترددين المخططين لاستخدام قناة خامسة، لن تكون متاحة. يعرب مركز التجارة الدولية عن قلقه بشأن هذا الأمر، لكنه لا يزال يرى القناة الخامسة كخيار قابل للتطبيق لأن 60٪ من المملكة المتحدة ستظل مشمولة بالتردد المتبقي. [22]
  - BBC1 يبث الحلقة 1000 من EastEnders ، والحلقة 2000 من الجيران.[51] [52]
- 16 يوليو - جون فينش، الذي كان يؤدي دور مارتي بيلو، يفوز بالمجموعة الخامسة من نجوم في عيونهم .

### أغسطس
- 11 أغسطس - ظهور فريزر هاينز للمرة الأخيرة في Emmerdale .
- 11-12 آب (أغسطس) - بث BBC1 مقتبسًا من جزئين لرواية ستيفن كينج It.[53] [54]
- 18-28 أغسطس - تبث بي بي سي تغطية لألعاب الكومنولث لعام 1994 من فيكتوريا، كندا.[55] يتم عرض أحداث ألعاب القوى فقط مباشرة مع جميع الرياضات الأخرى، بما في ذلك السباحة، والتي تقتصر على الأحداث البارزة.
- 19 أغسطس - تم إطلاق Sky Sports 2 ، مبدئيًا كخدمة في نهاية الأسبوع فقط.
- 27 أغسطس - قدمت BBC2 ليلة برمجة مخصصة لمركبة ATV.[56]

### سبتمبر
- 3 سبتمبر - تبث قناة BBC1 العرض التلفزيوني الأرضي الأول لفيلم Terminator 2: Judgment Day مع أرنولد شوارزنيجر وإدوارد فورلونج وروبرت باتريك وليندا هاميلتون.[57]
- 5 سبتمبر - نقل Sky One شارع E إلى 7.00 مساءً في أيام الأسبوع.
- 14 سبتمبر - ظهر The Wanderer لأول مرة على Sky One.
- 15 سبتمبر - أعلن مركز التجارة الدولية عن قراره بإعادة الإعلان عن ترخيص القناة الخامسة. [22]
- 16 سبتمبر - تم رفع القيود التي تمنع البث الإذاعي والتلفزيوني لأصوات أعضاء بعض الجماعات السياسية والعسكرية الأيرلندية في أعقاب إعلان وقف إطلاق النار الذي أصدره الجيش الجمهوري الأيرلندي المؤقت.[58] [59]
- 17 سبتمبر - تبث قناة BBC2 النسخة الأولى من Top of the Pops 2 ، وهو برنامج يعرض لقطات من إصدارات اليوم من Top of the Pops ، بالإضافة إلى مواد من أرشيف المسلسل.[60]
- 19 سبتمبر -
  - إصدار أغنية " Zombie " المنفردة لـ The Cranberries ، وهي أغنية كتبت عن تفجير الجيش الجمهوري الإيرلندي عام 1993 في وارينغتون . تم حظر فيديو الأغنية من قبل BBC لأنه يحتوي على صور من Troubles ؛ تبث بي بي سي بدلاً من ذلك نسخة محررة من الفيديو تركز على لقطات أداء الفرقة.[61]
  - يعرض المسلسل الدرامي الخيالي العلمي الأمريكي The X-Files عرضه التلفزيوني البريطاني لأول مرة على BBC2.[62]
- 21 سبتمبر - عودة تحدي الجامعة إلى التلفزيون البريطاني، حيث ظهر لأول مرة على BBC2 مع استضافة جيريمي باكسمان.[63]
- 22 أيلول (سبتمبر) - بثت قناة BBC1 الفيلم الوثائقي «توأم صامت - بدون ظلي» من الداخل ، وهو فيلم عن جون وجنيفر جيبونز، وهما توأمان متماثلان عُرِفا باسم «التوائم الصامتة» لأنهما كانا يتواصلان فقط مع بعضهما البعض.[64]
- 26 سبتمبر - بثت قناة ITV العرض الأول لفيلم Gremlins 2: The New Batch .
- 29 سبتمبر - قدم كريس إيفانز نسخته الأخيرة من The Big Breakfast بعد عامين كواحد من المشاركين الأصليين في البرنامج.

### أكتوبر
- 3 أكتوبر - إطلاق قناتين أخريين هما Sky Soap و Sky Real Lives ، اللتان كانتا تعرفان فيما بعد باسم Sky Travel.
- 6 أكتوبر -
  - الظهور الأول لمسلسل Revelations على التلفزيون المركزي، وهو مسلسل عن رجل دين وعائلته كتبه راسل تي ديفيز. المسلسل، الذي تم بثه فقط في بعض مناطق ITV استمر لمدة موسمين، وظهر أول شخصية مثلي الجنس لديفيز، قيس مثلية يدعى جوان (تلعبه سو هولدرنس) الذي ظهر خلال حلقة ثنائية مع شخصية أنثوية أخرى.
  - يعود Brum في مسلسل جديد على BBC1.[65]
- 9 أكتوبر - الظهور الأول لـ Seaforth ، قصة حب ملحمية بدأت في يوركشاير الحرب العالمية الثانية، وبطولة لينوس روش وليا ويليامز.[66] السلسلة تنتهي في 4 ديسمبر.[67]
- 17 أكتوبر - بدأ بث The Morning on BBC1 ، وهو جدول صباحي جديد في أيام الأسبوع من المجلات والدردشة والبرامج الترفيهية التي قدمها Mo Dutta . تتضمن التشكيلة Good Morning with Anne and Nick.[68]
- 21 أكتوبر - قامت قناة BBC1 ببث العرض التلفزيوني البريطاني الأول لفيلم رون هوارد عام 1991 والإثارة والحركة Backdraft ، وبطولة كورت راسل وويليام بالدوين.[69]
- 24 أكتوبر - قصة شارونجيت في إيست إندرس ، تتمحور حول شخصية شارون ميتشل (التي تلعبها ليتيتيا دين) تصل إلى نهايتها. الحلقة يشاهدها 25.3 مليون مشاهد.
- 25 أكتوبر - عاد Fireman Sam إلى BBC1 بمسلسل جديد كليًا يستمر لمدة ثماني حلقات فقط.
- 29 أكتوبر - بثت قناة ITV العرض الأول لشبكة التلفزيون لفيلم الحركة المثيرة The Running Man عام 1987 من بطولة أرنولد شوارزنيجر وماريا كونشيتا ألونسو وريتشارد داوسون ويافت كوتو وجيسي فينتورا.

### نوفمبر
- 1 نوفمبر - بدأت المحاولة الثانية لترخيص القناة الأرضية الخامسة. [22] [70]
- 4 نوفمبر - أعلن ليزلي كروثر تقاعده من الأعمال الاستعراضية.
- 7 نوفمبر - باربرا وندسور تظهر لأول مرة في EastEnders باسم Peggy Mitchell . سبق أن لعبت الشخصية لفترة وجيزة جو وارن في عام 1991.
- 10 نوفمبر -
  - بالتزامن مع الذكرى العشرين لاختفاء اللورد لوكان بعد مقتل مربية أطفاله، تبث قناة «آي تي في» فيلم «محاكمة اللورد لوكان» ، وهو إنتاج من إنتاج تلفزيون غرناطة والذي يشهد تصويرًا خياليًا لكيفية إجراء محاكمة ضد الأقران.[71]
  - تُعرض الحلقة الأولى من المسلسل الكوميدي الفرنسي Dawn The Vicar Of Dibley على قناة BBC1.[72]
- 11 نوفمبر - بي بي سي تعتذر بعد أن أبلغت خدمة التليفزيون سيفاكس بالخطأ عن وفاة الملكة الأم. العنصر - الموصوف على أنه نص تمرين - يظهر على الشاشة لمدة 30 ثانية قبل إزالته.[73] توفيت الملكة الأم عام 2002.
- 13 نوفمبر - فازت كاتي تارجيت آدامز بسلسلة Junior MasterChef لعام 1994.
- 16 نوفمبر - تستقبل Basic Instinct العرض التلفزيوني الأرضي الأول على ITV ، حيث يشاهده 7.35 مليون مشاهد.[74]
- 17 نوفمبر - تم بث الحلقة الأخيرة من الموسم الرابع من Fireman Sam على BBC1. إنها أيضًا الحلقة الأخيرة التي تم تحريكها بواسطة Bumper Films ورواها John Alderton .
- 18 نوفمبر - بداية المحاكمة ، سلسلة من الأفلام الوثائقية تم بثها على BBC2 ، [75] والتي تم تصويرها إلى حد كبير داخل المحاكم الاسكتلندية في عام 1993 وأوائل عام 1994. تصوير المسلسل ممكن لأن قانون العدالة الجنائية لعام 1925، التشريع الذي يحظر التصوير في المحاكم البريطانية لا ينطبق في اسكتلندا.
- 19 نوفمبر - قامت BBC1 ببث أول سحب لليانصيب الوطني، والذي استضافه نويل إدموندز.[76]
- 20 نوفمبر -
  - الظهور الأول لشبكة التلفزيون The Young Indiana Jones Chronicles على قناة BBC1. تم بث المسلسل في البداية بعد ظهر يوم الأحد، وتم تحويل المسلسل إلى عرض مبكر مساء يوم السبت من يناير 1995.[77] [78]
  - تاريخ البث من حلقة Everyman Portrait of a Serial Killer ، حيث يتحدث ليونيل دامر عن اكتشاف ابنه، كان جيفري دامر قاتل متسلسل.[79]
- 26 تشرين الثاني (نوفمبر) - تعرض قناة BBC1 الفيلم الوثائقي Girl Friday ، حيث تقضي جوانا لوملي تسعة أيام في جزيرة صحراوية مع مجموعة أدوات النجاة الأساسية وطاقم الفيلم.[80]

### ديسمبر
- 3 ديسمبر - قدم الممثل الكوميدي لاري جرايسون آخر ظهور تلفزيوني له في Royal Variety Performance (تم تسجيله في 28 نوفمبر). كان غائبًا عن التليفزيون منذ عدة سنوات وأشار إلى ذلك أثناء تمثيله، وعلق للجمهور: «ظنوا أنني ميت!». مات في الشهر التالي.
- 17 ديسمبر - BBC2 يبدأ موسم أفلام بطولة بيرت لانكستر بعد وفاته في أكتوبر. يُفتتح الموسم بفيلم إلمر جانتري ، وهو فيلم من عام 1960، وبطولة لانكستر إلى جانب جان سيمونز.[81]
- 20 ديسمبر - بثت قناة ITV الحلقة الأخيرة من المسلسل التلفزيوني الطويل للرسوم المتحركة للأطفال The Raggy Dolls .
- 21 ديسمبر - خدمة الاشتراك في بي بي سي BBC Select تنهي بثها بعد عامين على الهواء.[82]
- 23 ديسمبر - بث BBC1 ببساطة Red - Live ، وهو حفل موسيقي أقامته شركة Simply Red في مسقط رأسهم مانشستر.[83]
- 24 ديسمبر - الإصدار الأخير من The Generation Game يقدمه Bruce Forsyth.[84]
- 25 ديسمبر -
  - تشمل أبرز الأحداث في يوم عيد الميلاد العرض التلفزيوني البريطاني الأول لفيلم Jetsons: The Movie و Robin Hood: Prince of Thieves على BBC1.[85]
  - تعرض قناة ITV أولى حلقاتها في عيد الميلاد من برنامج Heartbeat بعنوان A Winter's Tale.
- 29 ديسمبر -
  - يبث BBC1 الحلقة الأخيرة من Brum في الوقت الحالي، لكن العرض سيعود لسلسلة جديدة تم تجديدها في عام 2001 وسيستمر تكرارها على BBC . وهي أيضًا الحلقة الأخيرة من Toyah Willcox بصفته الراوي للمسلسل.
  - العرض التلفزيوني البريطاني الأول لفيلم In Bed with Madonna ، وهو فيلم يتبع المغنية مادونا خلال جولة الطموح الشقراء عام 1990، وبثته BBC2.[86]
- 31 ديسمبر -
  - تشمل أبرز الأحداث في ليلة رأس السنة الجديدة على قناة BBC1 Barbra Streisand - The Concert ، وهو أداء قدمته باربرا سترايسند في بوندس بكاليفورنيا في وقت سابق من العام.[87]
  - تشمل أبرز أحداث قناة BBC2 ليلة رأس السنة الجديدة Plague and the Moonflower ، وهي دراما موسيقية حول إساءة الجنس البشري للكوكب.[88] هناك أيضًا إصدار خاص بنهاية العام من TOTP2 يعرض أبرز إصدارات يوم عيد الميلاد من Top of the Pops.[89]

### مجهول
- تم إنشاء موقع بي بي سي الأول لسلسلة بي بي سي 2 الشبكة .
- المسلسل التلفزيوني الأسترالي لمرحلة ما قبل المدرسة Bananas in Pajamas لأول مرة على التلفزيون البريطاني، يتم بثه أولاً على Nickelodeon ثم على قناة ITV .
- أطلق Michael Grade حملة لمراجعة مبكرة لترتيبات تمويل القناة الرابعة مع ITV. [47]

## لأول مرة

### بي بي سي الأولى
- 2 يناير - Smokescreen (1994)
- 4 يناير -
  - كل شيء هادئ على جبهة بريستون (1994-1997)
  - شاحنات تيدي (1994)
- 6 يناير - سلوجرز (1994-1995)
- 8 يناير -
  - إيك! القطة (1992-1997)
  - مغامرات سوبرمان الجديدة (1993-1997)
- 16 يناير - Headhunters (1994)
- 30 يناير - Incredible Games (1994-1995)
- 15 فبراير - استدعاء الطلقات (1994)
- 17 فبراير -
  - عمود نيلسون (1994-1995)
  - الطين (1994-1995)
- 20 فبراير - تغيير قصير (1994-2005)
- 13 مارس -
  - عسل للشاي (1994)
  - فطيرة في السماء (1994-1997)
- - 14 آذار (مارس) - رجال العالم (1994-1995)
- 20 آذار (مارس) - ليس ميسبهافن (1994-1995)
- 24 مارس - جروشكو (1994)
- 6 أبريل - موناكري (1994)
- 7 أبريل - الحياة السرية للألعاب (1994)
- 21 نيسان (أبريل) - توقف القلب (1994-1996)
- 27 أبريل - قارب النجاة (1994)
- 3 مايو - ذات مرة في الشمال (1994)
- 25 مايو - وايب أوت (1994-2002)
- 12 يونيو - الحب على خط فرع (1994)
- 16 يونيو - روغنيكس (1994-1995)
- 7 يوليو - عرض بونت ودينيس (1994-1995)
- 11 يوليو - طول الليل (1994)
- 12 يوليو - تشاندلر وشركاه (1994-1995)
- 16 يوليو - جوائز الفوز بالحيوانات الأليفة (1994-1996)
- 23 يوليو - سوات كاتس: السرب الراديكالي (1993-1994)
- 24 يوليو - محادثة قصيرة (1994-1996)
- 31 يوليو - حكايات بارا هاندي (1994-1995)
- 29 أغسطس - مستشفى الحيوان (1994-2004)
- 7 سبتمبر - مشترك مثل Muck (1994-1997)
- 8 سبتمبر- 999 المنقذ (1994-1998)
- 12 سبتمبر - مونستر كافيه (1994-1995)
- 18 سبتمبر - قصة بالاديوم بول ميرتون (1994)
- 26 سبتمبر - يوم جميل في المكتب (1994)
- 28 سبتمبر دينو بيبيز (1994-1995)
- 5 أكتوبر - سمارت (1994-2009)
- 9 أكتوبر - سيفورث (1994)
- 25 أكتوبر -
  - رغم كل الصعاب (1994)
  - ويليامز ويش ويلينجتون (1994-1996)
- 4 تشرين الثاني (نوفمبر) - هاري إنفيلد وتشومز (1994-1999)
- 10 نوفمبر -
  - نائب ديبلي (1994-2007)
  - أحذية التمساح (1994)
- 13 نوفمبر - جست ويليام (1994-1995)
- 19 نوفمبر - سحب اليانصيب الوطني (1994-2017)
- 20 نوفمبر - سجلات يونغ إنديانا جونز (1992-1993)
- 27 نوفمبر - عقل للقتل (1994-2004)
- 11 ديسمبر - بطولة ويمبلدون (1994)

### بي بي سي الثانية
- 6 يناير - عرض أليكسي سايل الجديد كليًا (1994-1995)
- 9 يناير - الحياة العالية (1994-1995)
- 12 يناير - ميدل مارش (1994)
- 19 يناير - اليوم اليوم (1994)
- 4 مارس - شارع لوريل (1993)
- 8 مايو -
  - ذيول الأمريكية فيفيل (1992)
  - ووترجيت (1994)
- 30 يونيو - The Bots Master (1993-1994)
- 4 يوليو - الغرفة 101 (1994-2007)
- 12 يوليو - فلويد أون فيش (1994)
- 11 سبتمبر - باي سيتي (1993)
- 16 سبتمبر - أعرفني أعرفك مع آلان بارتريدج (1994-1995)
- 17 سبتمبر - Top of the Pops 2 (1994 إلى الوقت الحاضر)
- 18 أيلول (سبتمبر) - السمعة (1994-2002)
- 19 سبتمبر -
  - غداء عمل (1994-2010)
  - ملفات X (1993-2002 ، 2016 حتى الآن)
- 21 سبتمبر - The Big Trip Travel Show (1994 حتى الآن)
- 27 سبتمبر - العرض السريع (1994-1997 ، 2000)
- 30 سبتمبر - الأوقات الصعبة (1994)
- 9 أكتوبر - العالم المشغول لريتشارد سكاري (1994-1997)
- 24 أكتوبر - طباخ جاهز ثابت (1994-2010)
- 6 نوفمبر - حماة الحجر (1993)

### آي تي في
- 4 يناير - Budgie the Little Helicopter (1994-1996)
- 5 كانون الثاني (يناير) - 99-1 (1994-1995)
- 7 يناير - The Magic House (1994-1996)
- 10 يناير -
  - افعل ذلك بنفسك السيد بين (1994)
  - تحت المطرقة (1994)
- 17 يناير - القانون والاضطراب (1994)
- 6 فبراير - Dandelion Dead (1994)
- 24 فبراير - Animaniacs (1993-1998)
- 27 فبراير - آنا لي (1994)
- 28 شباط (فبراير) - أرقام الهواتف الناطقة (1994-1997)
- 18 مارس - كريس كروس (1994-1995)
- 24 مارس - خارج الحافة (1994-1996)
- 7 أبريل -
  - تنين ستانلي (1994)
  - قانون الفصل (1994-1995)
- 9 أبريل - قليل من السعوط (1994)
- 10 أبريل - نوك (1994-2000)
- 25 أبريل - مانع الطفل، السيد بين (1994)
- 6 مايو - عصابة مولي (1994-1995)
- 8 مايو - The Dwelling Place (1994)
- 13 مايو - فانيسا (1994-1998)
- 15 مايو - بيت وندسور (1994)
- 26 مايو - قصة مؤثرة (1994-1995)
- 29 مايو -
  - خراب الأم (1994)
  - Cadfael One Corpse Too Many (1994 الموسم 1 الحلقة 1)
- 5 يونيو - Cadfael The Sanctuary Sparrow (1994 الموسم 1 الحلقة 2)
- 12 يونيو - Cadfael The Leper of Saint Giles (1994 الموسم 1 الحلقة 3)
- 13 يونيو - دكان ترانسيلفانيا للحيوانات الأليفة للدكتور زيتباغ (1994-1997)
- 19 يونيو - Cadfael Monk's Hood (1994 الموسم 1 الحلقة 4)
- 15 يوليو - Body Heat (1994-1996)
- 20 يوليو - لص الحبر (1994)
- 21 يوليو - Downwardly Mobile (1994)
- 23 يوليو - الزبالون (1994-1995)
- 24 تموز (يوليو) - ويكليف (1994-1998)
- 19 أغسطس - أي طريق إلى الحرب (1994)
- 5 سبتمبر - عرض روس أبوت (1994)
- 7 سبتمبر -
  - عمل كاميرا الشرطة! (1994-2008)
  - الإيمان (1994)
- 14 سبتمبر - المتجول (1994)
- 18 سبتمبر - Magic Adventures of Mumfie (1994)
- 25 أكتوبر - العودة إلى المدرسة السيد بين (1994)
- 1 نوفمبر - رسوم كاريكاتورية Ky's (1994-1999)
- 12 نوفمبر - فتح النار (1994)
- 17 نوفمبر - فيني (1994)
- 25 ديسمبر - عيد الميلاد الخلد (1994)
- مجهول -
  - حورية البحر الصغيرة (1992-1994)
  - علاء الدين (1994-1995)

### القناة 4
- 16 يناير - تايم تيم (1994-2014)
- 12 فبراير - لا تنسى فرشاة أسنانك (1994-1995)
- 3 مارس - زوجة رئيس الجامعة (1994)
- 20 أبريل - فريزر (1993-2004)
- 29 مايو - الأوديسة (1992-1994)
- 7 يونيو - ليتل نابليون (1994)
- 30 يوليو - مجلس الشعب (1994-1999)
- 3 أغسطس - فئران الدراجات النارية من المريخ (1993-1996 القناة الرابعة، 2006-2007 CITV)
- 12 أغسطس - عالم المطرقة (1994)
- 14 أكتوبر - باريس (1994)

### سكاي وان
- 3 أبريل - هايلاندر: السلسلة (1992-1998)
- 23 أبريل - الكونغ فو: الأسطورة مستمرة (1993-1997)
- 9 مايو - شي وولف أوف لندن (1990-1991)
- 18 مايو - إنجيل فولز (1993)
- 28 يونيو - الدوار الأول (1992)
- 14 سبتمبر -
  - وان ويست وايكيكي (1994-1996)
  - المتجول (1994)
- 3 أكتوبر -
  - فيلم Spellbound (1994-1996)
  - منطقة الفضاء (1994-1995)
- 13 تشرين الثاني (نوفمبر) - عقل للقتل (1994-2002)
- 14 ديسمبر - سكارليت (1994)

### قناة الأطفال
- 29 أغسطس - Zazoo U (1990-1991)
- 5 سبتمبر - Cococinel (1992)
- مجهول -
  - مغامرات جيجانتور الجديدة (1993-1994)
  - توائم القدر (1991-1992)

### كرتون نتورك بالمملكة المتحدة
- مجهول -
  - المغامرات العقلية الكاملة لإد جريملي (1988)
  - يونغ روبن هود (1991-1992)
  - حكايات القمصان (1982–1984)

### قناة ديسكفري في المملكة المتحدة
- 15 يوليو - عالم آرثر سي كلارك الغامض (1994-1995)

### نيكلوديون المملكة المتحدة
- غير معروف - مسرح Pee-wee's (1986-1990)
  - المغامرات الجديدة لمتسابق السرعة (1993)
  - أين كارمن ساندييغو على وجه الأرض؟ (1994-1999)
  - كاتي وأوربي (1994-1996 ، 2001-2002)
  - الموز في البيجامة (1992-2001)
  - أطفال القمامة (1987)
  - الكابيتول كريترز (1992-1995)
  - أعماق البحر ديك (1994)

## القنوات

### قنوات جديدة
| تاريخ     | قناة          |
| --------- | ------------- |
| 19 أغسطس  | سكاي سبورتس 2 |
| 3 أكتوبر  | صابون سكاي    |
| 3 أكتوبر  | سكاي ترافيل   |
| 10 أكتوبر | VH1           |

## برامج تلفزيونية

### تغييرات الانتماء إلى الشبكة
| عروض                      | انتقل من     | انتقل الى    |
| ------------------------- | ------------ | ------------ |
| الافلام                   | ITV          | سكاي 1       |
| جيم                       | ITV          | قناة الأطفال |
| ظل الحجر                  | ITV          | قناة الأطفال |
| "كايل مرة أخرى"           | ITV          | قناة الأطفال |
| الرجال يتصرفون بشكل سيء   | ITV          | BBC1         |
| هذه حياتك                 | ITV          | BBC1         |
| مفتش الأداة               | ITV          | القناة 4     |
| مغامرات بيل وتيد الممتازة | ITV          | القناة 4     |
| سوبر ماريو العالم         | قناة الأطفال | القناة 4     |
| الفواكه                   | قناة الأطفال | شبكة الكرتون |
| الضباب الدخاني            | قناة الأطفال | نيكلوديون    |
| الشيطان ودانيال ماوس      | BBC1         | قناة الأطفال |
| مغامرات بلينكي بيل        | BBC1         | قناة الأطفال |
| إيك! القطة                | BBC1         | قناة الأطفال |
| شاحنات تيدي               | BBC1         | قناة الأطفال |
| موز في بيجاما             | نيكلوديون    | ITV          |
| كاتي وأوربي               | نيكلوديون    | القناة 4     |
| روكو مودرن لايف           | نيكلوديون    | القناة 4     |
| الجراء جنيه               | سكاي 1       | شبكة الكرتون |
| العاشر من الرجال          | سكاي 1       | BBC1         |
| الفناء الخلفي لبورك       | BBC2         | BBC1         |
| جونسون والأصدقاء          | BBC2         | BBC1         |

### العودة ذاك العام بعد انقطاع لمدة عام أو أكثر
- 10 كانون الثاني (يناير) - الإصدار الجديد من قوس قزح (1972-1992، 1994-1997)
- 18 مارس - العب أوراقك بشكل صحيح (1980-1987، 1994-1999 ، 2002-2003)
- 18 أبريل - Blockbusters (1983-1993، 1994-1995 ، 1997، 2000-2001، 2012، 2019 إلى الوقت الحاضر)
- 21 سبتمبر - تحدي الجامعة (1962-1987 ITV ، 1994 حتى الوقت الحاضر بي بي سي)

## البرامج التلفزيونية المستمرة

### عشرينيات القرن الماضي
- بي بي سي ويمبلدون (1927-1939، 1946-2019، 2021 حتى الآن)

### الثلاثينيات
- سباق القوارب (1938-1939، 1946-2019)
- بي بي سي للكريكيت (1939، 1946-1999، 2020-2024)

### الأربعينيات
- تعال للرقص (1949-1998)

### الخمسينيات
- بانوراما (1953 حتى الآن)
- اختر ما تريد (1955-1968، 1992-1998)
- ماذا تقول الأوراق (1956-2008)
- السماء في الليل (1957 إلى الوقت الحاضر)
- بلو بيتر (1958 إلى الوقت الحاضر)
- المدرج (1958-2007)

### الستينيات
- شارع التتويج (1960 إلى الوقت الحاضر)
- أغاني التسبيح (1961 - حتى الآن)
- العالم في العمل (1963-1998)
- توب أوف ذا بوبس (1964-2006)
- مباراة اليوم (1964 حتى الآن)
- السيد والسيدة (1964-1999)
- جاكانوري (1965-1996، 2006)
- سبورتس نايت (1965-1997)
- اتصل بي بلاف (1965-2005)
- برنامج المال (1966-2010)

### السبعينيات
- إميرديل (1972 حتى الآن)
- نيوزراوند (1972 حتى الآن)
- آخر نبيذ الصيف (1973-2010)
- أتمنى لو كنت هنا...؟ (1974-2003)
- ساحات المشاهير (1975-1979، 1993-1997، 2014 إلى الوقت الحاضر)
- أرينا (1975 إلى الوقت الحاضر)
- رجل واحد وكلبه (1976 إلى الوقت الحاضر)
- جرانج هيل (1978-2008)
- عرض التحف (1979 إلى الوقت الحاضر)
- وقت السؤال (1979 إلى الوقت الحاضر)

### 1980s
- الأطفال المحتاجون (1980 إلى الوقت الحاضر)
- Timewatch (1982 إلى الوقت الحاضر)
- بروكسايد (1982-2003)
- العد التنازلي (1982 إلى الوقت الحاضر)
- حق الرد (1982-2001)
- صورة البصق (1984-1996)
- مشروع القانون (1984-2010)
- سباق القناة الرابعة (1984-2016)
- إيست إندرس (1985 إلى الوقت الحاضر)
- تقرير كوك (1985-1998)
- Crosswits (1985-1998)
- الشاشة الثانية (1985-1998)
- مدمنو Telly (1985-1998)
- الإغاثة المصورة (1985 إلى الوقت الحاضر)
- Beadle's About (1986-1996)
- عرض الرسم البياني (1986-1998، 2008-2009)
- ضحية (1986 إلى الوقت الحاضر)
- كلورتس (1987-1995)
- الذهاب للذهب (1987-1996، 2008-2009)
- الزمان والمكان (1987-1996)
- رسائل متسلسلة (1987-1997)
- ChuckleVision (1987-2009)
- تتحدى! (1988-1997)
- أيام اللعب (1988-1997)
- حرق لندن (1988-2002)
- على السجل (1988-2002)
- خمسة عشر إلى واحد (1988-2003، 2013 حتى الآن)
- هذا الصباح (1988 إلى الوقت الحاضر)
- الطيور على أشكالها (1989-1998، 2014 إلى الوقت الحاضر)
- قليلا من فراي ولوري (1989-1995)
- بودجر وبادجر (1989-1999)

### التسعينيات
- السيد بين (1990-1995)
- المتاهة الكريستالية (1990-1995، 2016 حتى الآن)
- مواكبة المظاهر (1990-1995)
- دريمستون (1990-1995)
- الانقلاب (1990-1996)
- اليد العليا (1990-1996)
- أسقط الحمار الميت (1990-1998)
- النجوم في عيونهم (1990-2006)
- استراحة كبيرة (1991-2002)
- 2point4 الأطفال (1991-1999)
- إمبراطورية بريتاس (1991-1997)
- القاع (1991-1995)
- جندي جندي (1991-1997)
- بروم (1991-1994 ، 2001-2002)
- حزب نويل هاوس (1991-1999)
- GamesMaster (1992-1998)
- نبضات القلب (1992-2010)
- الرجال يتصرفون بشكل سيء (1992-1998)
- الإفطار الكبير (1992-2002)
- مغامرات نودي توي لاند (1992-1999)
- 999 (1992-2003)
- رائع للغاية (1992-1996 ، 2001-2004، 2011-2012)
- طاه! (1993-1996)
- دكتور فينلي (1993-1996)
- السبت ديزني (1993-1996)
- الإفطار مع فروست (1993-2005)
- ZZZap! (1993-2001)
- طيور البطريق المنتقم (1993-1994)
- جو براند عبر كيك هول (1993-1996)
- إجراءات ممارسة السيد Motivator (1993-2000)
- مسح آوت (1994-2002)

## إنتهت في عام 1994
- هكذا الحياة! (1973-1994)
- جيم سوف يصلحه (1975-1994)
- عرض بول دانيلز السحري (1979-1994)
- Postman Pat (1981، 1991-1994 ، 1996، 2004-2008)
- مغامرات شيرلوك هولمز (1984-1994)
- لوفجوي (1986-1994)
- دمى راغي (1986-1994)
- إطفائي سام (1987-1994 ، 2003-2013)
- نايتمير (1987-1994)
- رجل الدولة الجديد (1987-1994)
- ديزموند (1989-1994)
- في انتظار الله (1990-1994)
- منزل إليوت (1991-1994)
- بروم (1991-1994 ، 2001-2002)
- آنا لي (1993-1994)
- طيور البطريق المنتقم (1993-1994)
- القمامة ملك الخليط (1993-1994)
- كايل مرة أخرى (1993-1994)
- ستار دخان (1994)
- تحت المطرقة (1994)
- الإيمان (1994)
- قصة بول ميرتون بالاديوم (1994)
- بطولة ويمبلدون المسموم (1994)

## المواليد
- 23 يونيو - جيمي بورثويك، ممثل
- 28 يونيو - مادلين دوجان، ممثلة
- 6 يوليو - كاميلا وريبيكا روسو، ممثلة ومغنية
- 24 أكتوبر - كيت يونغ، ممثل
- 14 ديسمبر - كيدار ويليامز ستيرلنغ، ممثل

## حالات الوفاة
| تاريخ     | اسم           | عمر | مصداقية سينمائية                                       |
| --------- | ------------- | --- | ------------------------------------------------------ |
| 10 يناير  | مايكل الدريدج | 73  | ممثل (Last of the Summer Wine)                         |
| 22 يناير  | بيل بودمور    | 62  | منتج تلفزيوني (شارع التتويج)                           |
| 6 يونيو   | مارك مكمانوس  | 59  | ممثل (تاغارت)                                          |
| 7 يونيو   | دينيس بوتر    | 59  | كاتب السيناريو                                         |
| 26 يوليو  | تيري سكوت     | 67  | ممثل                                                   |
| 2 سبتمبر  | قلعة روي      | 62  | راقصة ومغنية وممثل كوميدي وممثل ومقدم تلفزيوني وموسيقي |
| 16 نوفمبر | دوريس سبيد    | 95  | ممثلة (شارع التتويج)                                   |
| 27 ديسمبر | فاني كرادوك   | 85  | خبير الطبخ التلفزيوني                                  |